# Београдско примирје
Београдско примирје је било примирје којим су окончана ратна дејства између Краљевине Угарске на једној и савезничких држава на другој страни, чиме је уједно формализовано и окончање војних дејстава у Првом светском рату. Примирје је склопљено 13. новембра 1918. године, потписивањем Београдске војне конвенције, која је формулисана као инструмент за допуну и извршење раније склопљеног Падованског примирја, које је ступило на снагу 4. новембра 1918. године, као плод преговора између Аустроугарске и Италије.
Пошто су претходно склопљеним Падованским примирјем била регулисана војна питања која су се фактички односила само на аустријски део дотадашње Аустроугарске монархије, нова угарска влада је услед продора савезничких снага на јужним и источним границама била приморана да затражи потписивање посебног примирја, што је довело до непосредних преговора, који су одржани у Београду, уз учешће представника угарске владе и савезничких држава. Потписници  примирја су били, са савезничке стране: српски војвода Живојин Мишић и француски генерал Пол Анри, а са угарске стране министар војни, пуковник Бела Линдер.
Београдским примирјем је било предвиђено да се угарске трупе повуку иза линије Бистрица-Мориш-Суботица-Баја-Печуј-Драва, што је и извршено. У међувремену, савезничке трупе су запоселе југоисточни део Трансилваније, целокупну територију Баната (до реке Мориша), целокупну територију Бачке (укључујући и Бају), као и већи део Барање (укључујући и Печуј).
Београдским примирјем није било предвиђено повлачење угарске војске из северних (словачких и русинских) области, што је сматрано значајним пропустом, који је делимично отклоњен крајем новембра и почетком децембра 1918. године, након споразума између чехословачког министра Едварда Бенеша и француског маршала Фердинанда Фоша, који су влади новопроглашене Мађарске Народне Републике упутили захтев за повлачење мађарских снага из словачких области, што је и учињено.